# Cmentarz Wojenny w Arnhem-Oosterbeek
Cmentarz Wojenny w Arnhem-Oosterbeek (znany też jako Cmentarz Spadochroniarzy, ang. Airborne Cemetery) – cmentarz znajdujący się pod opieką Komisji Grobów Wojennych Wspólnoty Narodów w Oosterbeek, położony niedaleko miasta Arnhem w Holandii. Został założony w 1945 roku i liczy obecnie 1764 groby z czasów II wojny światowej, oprócz czterech późniejszych niewojennych pochówków oraz dwóch grobów byłych pracowników Komisji. Większość osób pochowanych na cmentarzu to żołnierze alianccy polegli w operacji Market Garden, alianckiej próbie przekroczenia Renu w 1944 r. lub podczas wyzwalania miasta w następnym roku. Zwłoki zabitych w tych bitwach wciąż odkrywa się w okolicy, dlatego liczba osób pochowanych na cmentarzu stale rośnie.

## Tło
We wrześniu 1944 r. alianci rozpoczęli operację Market Garden, próbę ominięcia linii Zygfryda i wkroczenia do Zagłębia Ruhry, przemysłowego centrum Niemiec, w wykonaniu brytyjskiej 2 Armii. Operacja wymagała od I Korpusu Powietrznodesantowego zdobycia kilku mostów nad rzekami i kanałami w Holandii, umożliwiając siłom naziemnym szybkie przemieszczanie się przez południe Holandii i przeprawę przez Ren.
Brytyjska 1 Dywizja Powietrznodesantowa miała za zadanie zabezpieczyć najodleglejsze cele – mosty nad dolnym Renem w Arnhem. Dywizja została zrzucona na ten teren 17 września i niewielką siłą była w stanie opanować most drogowy w Arnhem. Jednak nieoczekiwana obecność żołnierzy II Korpusu Pancernego SS spowodowała, że alianci nie byli w stanie w pełni zrealizować swoich zadań, a więc po dziewięciu dniach, nie nawiązawszy kontaktu ze zbliżającymi się siłami lądowymi, dywizja została wycofana 25 września.
Podczas dziewięciu dni bitwy zginęło prawie 2 tys. żołnierzy alianckich (niektórzy z nich zmarli wskutek odniesionych ran lub będąc w niewoli już po zakończeniu operacji). Wśród nich było ponad 1174 żołnierzy brytyjskiej 1 Dywizji Powietrznodesantowej, 219 lotników Pułku Pilotów Szybowcowych, 92 żołnierzy polskiej 1 Samodzielnej Brygady Spadochronowej, 368 lotników Royal Air Force, 79 zaopatrzeniowców z Royal Army Service Corps, 25 żołnierzy XXX Korpusu oraz 27 wojskowych z amerykańskiego IX Dowództwa Transportu Piechoty. Dokładna liczba poległych Niemców nie jest znana, ale uważa się, że wynosi co najmniej 1300. Dodatkowo uważa się, że podczas bitwy zginęło 453 holenderskich cywilów.

## Cmentarz

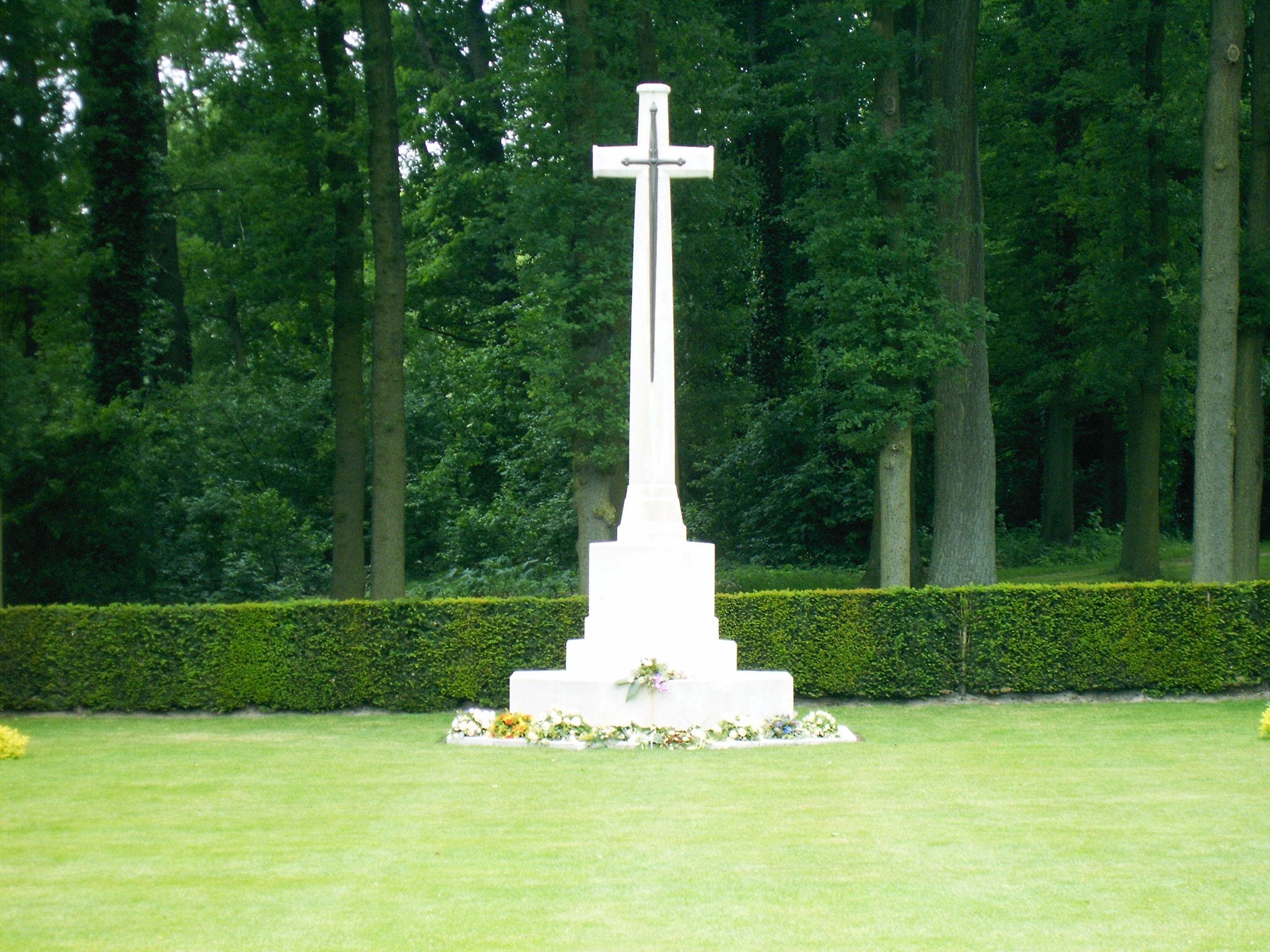
Krzyż Poświęcenia (ang. Cross of Sacrifice), główny monument na cmentarzu w Oosterbeek

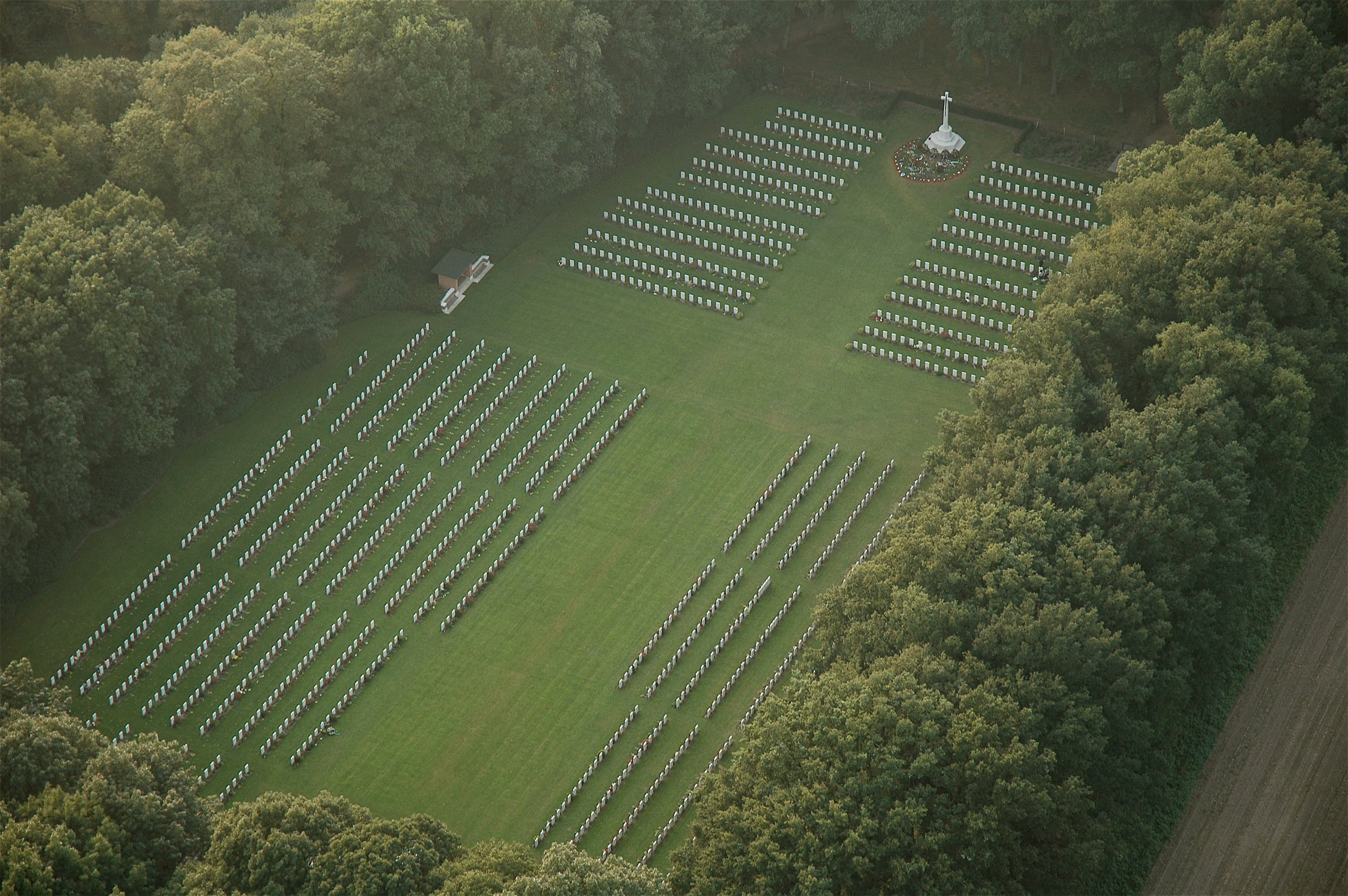
Cmentarz z lotu ptaka

Z powodu wycofania się aliantów z Arnhem zdecydowana większość ich zabitych musiała zostać pozostawiona na polu bitwy. Pochowano ich tutaj w prostych grobach polowych (trochę większych niż okopy indywidualne) lub w masowych grobach wykopanych przez Niemców. Mieszkanka Arnhem, Kate Ter Horst, której dom był używany jako punkt opatrunkowy podczas bitwy, znalazła groby 57 żołnierzy w swoim ogrodzie, gdy wróciła do niego po wojnie. Po wyzwoleniu Arnhem w kwietniu 1945 r. jednostki rejestracji grobów brytyjskiej 2 Armii przeniosły się w te okolice i zaczęły lokalizować zabitych alianckich wojskowych. Niewielkie pole na północ od Oosterbeek zostało zaoferowane w dzierżawę wieczystą przez rząd holenderski Imperialnej Komisji Grobów Wojennych (obecnie Komisja Grobów Wojennych Wspólnoty Narodów) w czerwcu 1945 r. i tam pochowano zmarłych. Wiele osób poległych podczas wyzwolenia Arnhem również pochowano w tym samym miejscu. Cmentarz został ukończony w lutym 1946 r., pierwotnie z grobami oznaczonymi metalowymi krzyżami, które zostały zastąpione kamiennymi nagrobkami w 1952 r. Większość Niemców pochowano po bitwie na cmentarzu niedaleko Arnhem, ale po wojnie przeniesiono ich na niemiecki cmentarz wojenny w Ysselsteyn.
Komisja Grobów Wojennych Wspólnoty Narodów odnotowała 1759 grobów na cmentarzu Arnhem-Oosterbeek w 2004 r. 1450 z nich to żołnierze Brytyjskiej Wspólnoty Narodów: Brytyjczycy, Kanadyjczycy, Australijczycy i Nowozelandczycy. Cmentarz jest także miejscem spoczynku 73 polskich żołnierzy (wielu ekshumowano i przeniesiono z Driel, ku rozczarowaniu mieszkańców tego miasta) oraz 8 holenderskich cywilów – zarówno zabitych w walkach, jak i niektórych byłych pracowników Komisji. 244 groby są niezidentyfikowane

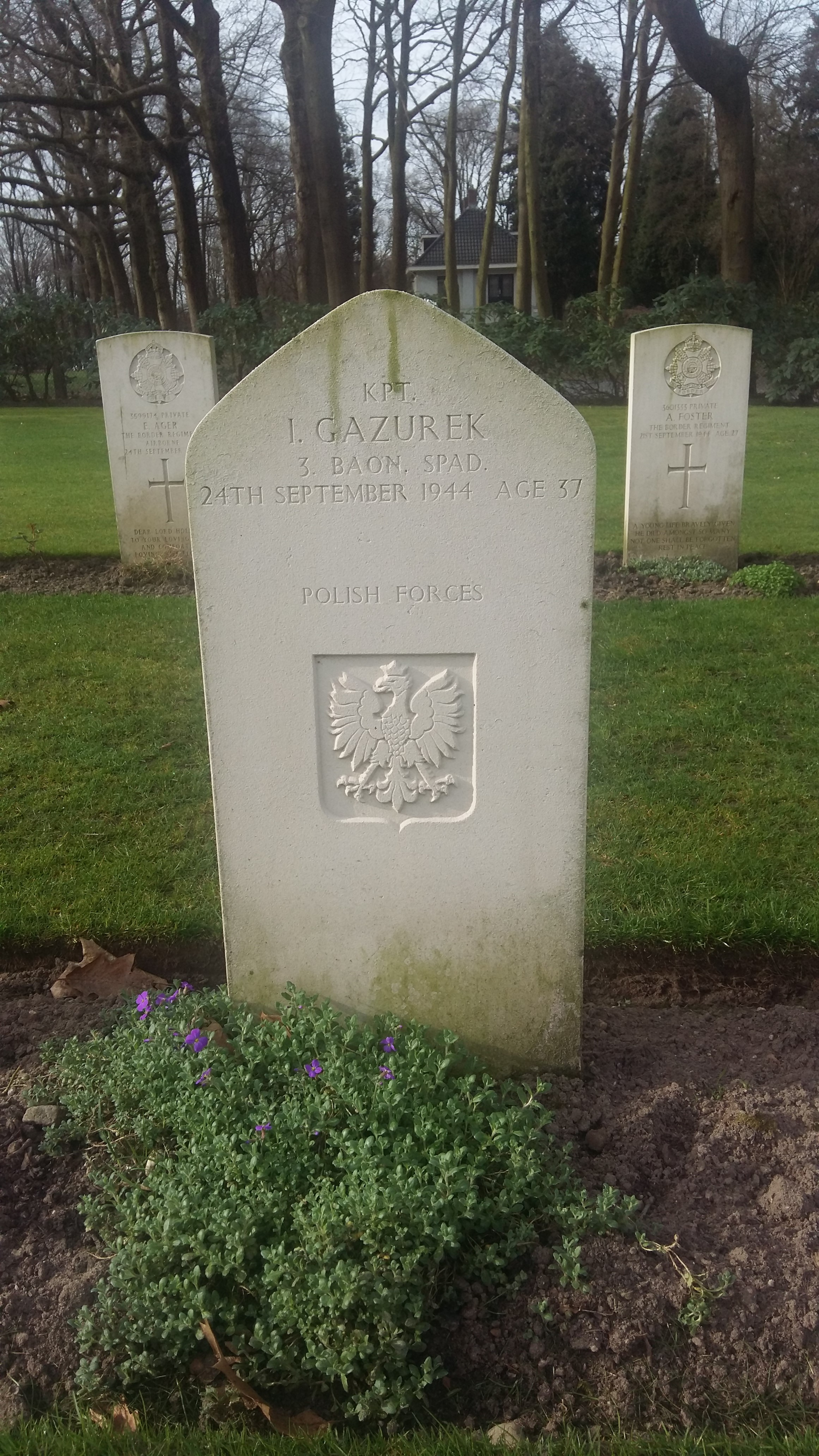
Grób spadochroniarza 1 SBS, kpt. Ignacego Gazurka

W 2003 r. w okolicy odnaleziono 138 żołnierzy alianckich bez oznaczonego pochówku i pochowano ich na Kanadyjskim Cmentarzu Wojennym w Groesbeek. Jednak pozostałości bitwy są odkrywane nawet dzisiaj, a ciała żołnierzy grzebane na Cmentarzu Spadochroniarzy. Kiedy zostają odnalezione, ekshumuje się szczątki, a personel Dutch Graves Registration próbuje je zidentyfikować przed pochówkiem. Jeden żołnierz kanadyjskiego Pułku Granicznego został odnaleziony i pochowany na cmentarzu w Arnhem-Oosterbeek w 2005 r., a drugi, wcześniej niezidentyfikowany, został ponownie pochowany w 2006 r.
Pięciu uczestników bitwy o Arnhem zostało odznaczonych Krzyżem Wiktorii, czterech z nich pośmiertnie. Trzej spoczywają teraz na cmentarzu w Arnhem-Oosterbeek: por. John Hollington Grayburn z 2. batalionu Pułku Spadochronowego; por. lotnictwa David Samuel Anthony Lord z 271 Dywizjonu RAF-u i kpt. Lionel Ernest Queripel z 10. batalionu Pułku Spadochronowego. Sierż. Lance John Daniel Baskeyfield z 2. batalionu Pułku South Staffordshire nie ma znanego grobu i jest upamiętniany na pomniku w Groesbeek. Mjr Robert Henry Cain, również z 2 batalionu South Staffordshire, przeżył bitwę i został pochowany na wyspie Man w 1974 r.
Naprzeciwko Cmentarza Spadochroniarzy znajduje się cywilny cmentarz z niewielkim udziałem Komisji Grobów Wojennych Wspólnoty Narodów, zawierający groby dziewięciu lotników zestrzelonych na krótko przed bitwą. Jest także miejscem spoczynku Lipmanna Kessela, chirurga z 16 Polowego Szpitala Spadochronowego, który chciał zostać pochowany w pobliżu leczonych przez niego ludzi po swojej śmierci, co nastąpiło w 1986 r Podobnie na cmentarzu Moscowa siedem kilometrów na wschód znajdują się groby trzydziestu sześciu załóg lotniczych zabitych przed bitwą i jednego niezidentyfikowanego żołnierza. Nie wszyscy polegli alianccy żołnierze z bitwy pod Arnhem są pochowani na cmentarzu w Arnhem-Oosterbeek. Około 300 wojskowych, którzy zginęli w powietrzu podczas przelotu do stref zrzutu, próbując uciec z niewoli lub zmarli z ran, pochowano na cmentarzach cywilnych w Holandii, Belgii, Wielkiej Brytanii i USA. Sześćdziesięciu żołnierzy, którzy zmarli w obozach jenieckich po bitwie, pogrzebano w Niemczech.

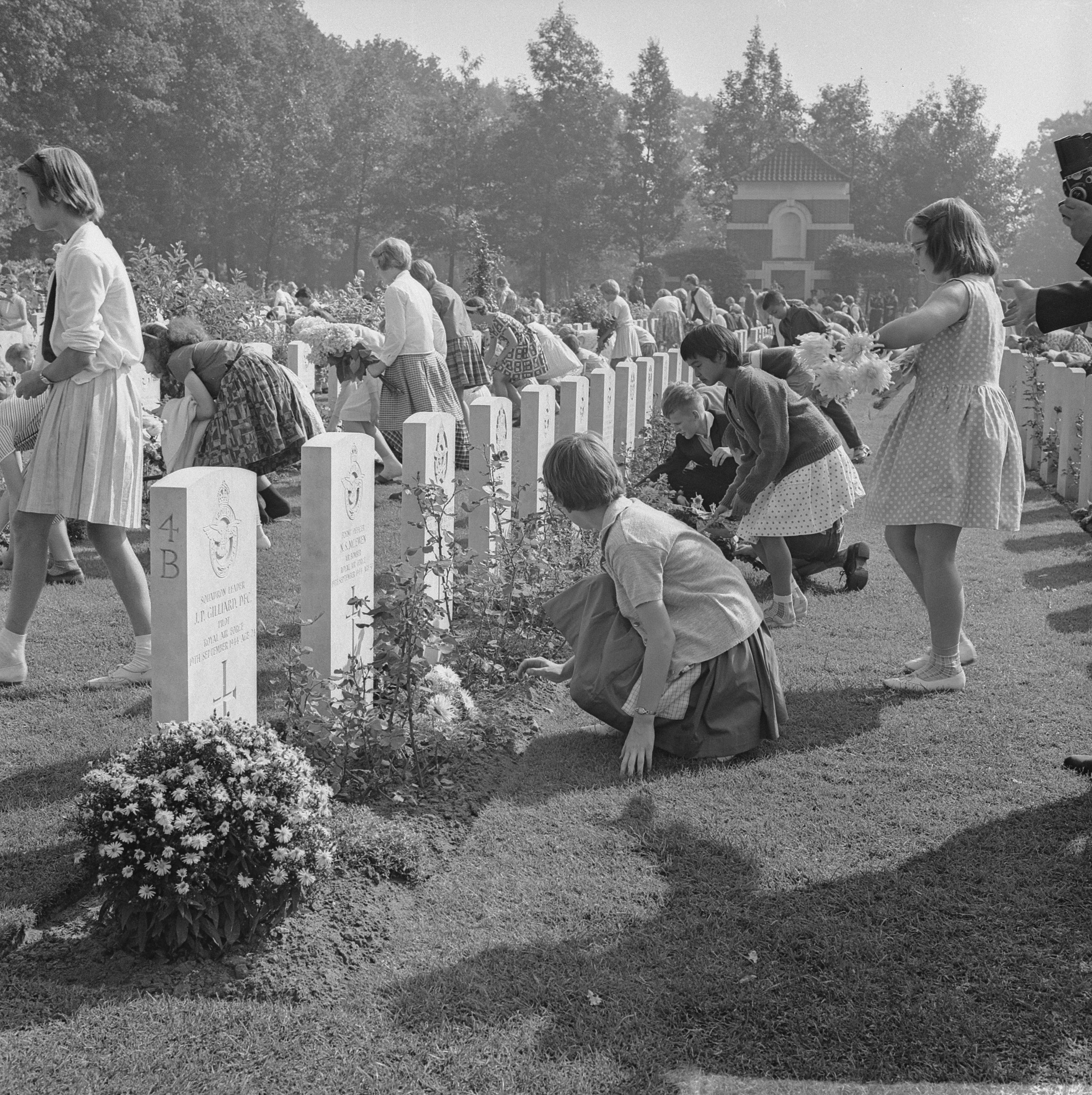
Uroczystości na cmentarzu w 1963 r.

Najnowsze uroczystości pogrzebowe na cmentarzu wojskowym w Arnhem-Oosterbeek miały miejsce w 2016 r., kiedy ponownie pochowano sześciu brytyjskich spadochroniarzy, wcześniej pogrzebanych jako nieznani i później zidentyfikowanych oraz rok później, kiedy na tej samej zasadzie odbył się pochówek jednego żołnierza.

## Upamiętnienie spadochroniarzy
Latem 1945 r. kilkuset weteranów bitwy zostało oderwanych od operacji Doomsday w Norwegii i wróciło do Arnhem, aby wziąć udział w kręceniu filmu wojennego Ich jest chwała (ang. Theirs Is the Glory). Będąc tam, uczestniczyli w pierwszym wydarzeniu upamiętniającym poległych w bitwie na cmentarzu w Arnhem-Oosterbeek. To wydarzenie powtarzano cyklicznie co roku; uczestniczyli weterani, lokalni mieszkańcy i ponad tysiąc dzieci w wieku szkolnym, które składały kwiaty na grobach żołnierzy. Po 25. rocznicy bitwy w 1969 r. Pułk Spadochronowy zwrócił się do holenderskich organizatorów z propozycją zakończenia ceremonii, uważając, że bitwa jest już częścią historii. Holendrzy gwałtownie i emocjonalnie zareagowali przeciwko temu pomysłowi, dlatego ceremonia wciąż odbywa się tam co roku.